# Aeroportul Wakkanai
Aeroportul Wakkanai (IATA: WKJ, ICAO: RJCW) este un aeroport din Wakkanai, Hokkaidō, Soya Subprefecture⁠(d), Prefectura Hokkaidō, Japonia ce deservește zona Wakkanai. Aeroportul a fost tranzitat în decembrie 2020 de 3.402 pasageri. A fost deschis în 1960 și numit după zona deservită.
Situat la o altitudine de 8 m, aeroportul dispune de 1 pistă.

## Infrastructură

### Piste
Aeroportul dispune de o singură pistă. Pista 08/26 are suprafața de asfalt și dimensiunile 2.200 m × 45 m. 